# 177P/Barnard
La cometa 177P/Barnard o Barnard 2 è una cometa periodica, fu scoperta il 23 giugno 1889 da Edward Emerson Barnard ed è stata riscoperta il 23 giugno 2006, esattamente 117 anni dopo la scoperta iniziale. La riscoperta è stata inaspettata in quanto il periodo calcolato dopo la scoperta iniziale era di 145 anni e quindi gli astronomi al momento della riscoperta nel 2006 non si aspettavano di rivederla prima di molti anni.
La cometa dà origine a uno sciame meteorico sul pianeta Marte.